# Parafia św. Barbary w Jaworznie-Podłężu
Parafia Świętej Barbary w Jaworznie-Podłężu – rzymskokatolicka parafia, położona w dekanacie IX – Świętych Wojciecha i Katarzyny w Jaworznie, diecezji sosnowieckiej, metropolii częstochowskiej w Polsce. Została erygowana w 1985 roku.

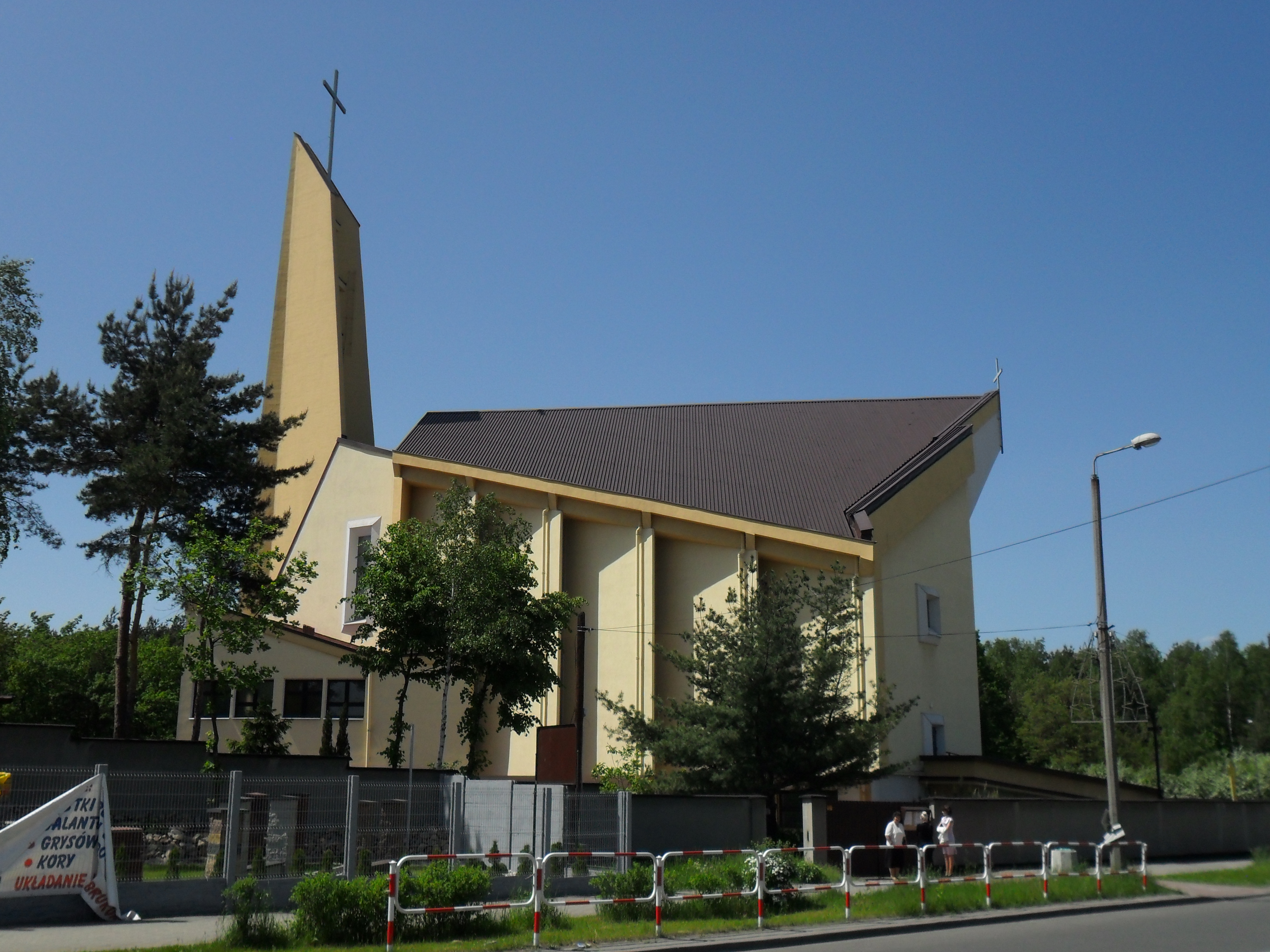
Kościół pw. św. Barbary w Jaworznie - widok z boku (2013 r.)